# Promenadkonsert
Promenadkonsert eller promenadmusik kallas musikuppföranden som utförs där publiken inte nödvändigtvis förväntas sitta ner, utan har möjlighet att vandra runt, promenera. Detta sker vanligen utomhus, i t.ex. parker, där orkestern kan sitta i en musikpaviljong. Begreppet kan dock även avse konserter inomhus, där hela eller delar av publiken står upp. Ett typiskt exempel är traditionen med det 70-tal proms-konserter, som årligen spelas i Royal Albert Hall i London från mitten av juli till mitten av september och med den kända och festliga avslutningskonserten Last Night of the Proms.
En orkestrar som spelar promenadmusik kallas promenadorkester - ej att sammanblanda med en musikkår, som är en orkester som marscherar eller rider under sitt musikutövande.